# 卜象乾
卜象乾（1600年—？），字坤儀，南直隸常州府武進縣人，明朝政治人物。

## 生平
萬曆四十年（1612年）壬子科應天鄉試第五十五名舉人，崇禎四年（1631年）辛未科三甲第四十一名進士。工部觀政，授新建縣知縣。崇尚仁德教化，不輕易用刑。遷刑部員外郎，升郎中，出為浙江按察司副使，遇李自成軍，不屈，被監禁，有認識卜象乾的人說「此新建賢令也」。逃脫歸里後不久卒，祀新建名宦祠。

## 家族
曾祖卜彥禨；祖父卜鴻；父卜大和。弟卜象震。子卜吉。